# لوف هينسي
لوف هينسي (الاسم العلمي:Arum hainesii) هو نوع من النباتات يتبع جنس اللوف من الفصيلة اللوفية.